# Temporada 2003-2004 del Liceu
| Temporada 2003-2004 del Liceu |                         |                                           |                               | | |                                                                     |                                                                                      |
| Òpera                         | Compositor              | Director musical                          | Director d'escena             | Papers principals | Segon repartiment | Producció                                                           | Dates                                                                                |
| Conte d'hivern                | Philippe Boesmans       | Kazushi Ono                               | Luc Bondy                     | Dale Duesing, Susan Chilcott, Kurt Streit, Cormnelia Kallisch, Franz-Josef Selig, Stephanie Friede, Robin Légate, Robin Adams, Johanne Saunier, Kris Dane, Alex Schiphorst                                        | Juha Kotilainen | De Munt / La Monnaie de Brussel·les / Opéra de Lyon                 | 6, 7, 9, 10, 12, 14 i 15 de setembre                                                 |
| Hamlet                        | Ambroise Thomas         | Bertrand de Billy                         | Moshe Leiser, Patrice Courier | Simon Keenlyside, Natalie Dessay, Béatrice Uria-Monzon, Alain Vernhes, Daniil Shtoda, Markus Hollop, Gustavo Peña, Lluís Sintes, Celestino Varela                                                                 | Jean-Luc Chaignaud/Franco Pomponi, Mary Dunleavy, Jane Dutton, Stephen Morscheck, Johannes Chum, Randall Jakobsh            | Grand Théâtre de Genève                                             | 6, 7, 9, 10, 12, 13, 15, 16, 18 i 20 d'octubre                                       |
| Tosca                         | Giuseppe Verdi          | Giuliano Carella                          | Robert Carsen                 | Carol Vaness/Nelly Miricioiu, Franco Farina, Robert Hale, Stanislav Shvets, Alfredo Mariotti, Francisco Vas, Vicenç Esteve Corbacho, Javier Roldan                                                                | Daniela Dessì/Ines Salazar, Nicola Rossi Giordano/Fabio Armiliato, Valeri Alexeev                                           | De Vlaamse Opera (Anvers i Gent)                                    | 5, 8, 11, 12, 14, 15, 18, 19, 21 i 23 de novembre, 5, 9, 11, 15, 17, 20 i 21 de juny |
| Maria Stuarda                 | Gaetano Donizetti       | Friedrich Haider                          | Versió concert                | Edita Gruberova, Sonia Ganassi, Juan Diego Flórez, Simón Orfila, Àngel Odena, Ana Nebot | Reinaldo Macias |                                                                     | 9, 13, 17, 20 i 24 de novembre                                                       |
| Così fan tutte                | Wolfgang Amadeus Mozart | Bertrand de Billy, Josep Caballé-Domenech | Josep Maria Flotats           | Regina Schörg, Heidi Brunner, Ofelia Sala, Jeffrey Francis, Manuel Lanza, Carlos Chausson | Angela Marambio, Marisa Martins, Montserrat Martí, Ilya Levinsky, Angel Odena, Wolfgang Rauch                               | Gran Teatre del Liceu / Teatro Real de Madrid                       | 9, 13, 17, 21, 28 i 30 de desembre, 2, 7, 10, 13, 15, 17, 21, 28 i 30 de gener       |
| Peter Grimes                  | Benjamin Britten        | Josep Pons                                | Lluís Pascual                 | Christopher Ventris, Gwynne Geyer, Robert Bork, Susan Gorton, Francisco Vas, Heather Buck, Begoña Alberdi, Mark S. Doss, Rebecca de Pont Davies                                                                   | |                                                                     | 8 de gener                                                                           |
| Babel 46                      | Xavier Monsalvatge      | Antoni Ros-Marbà                          | Jorge Lavelli                 | Vicent Ombuena, Ana Ibarra, Enrique Baquerizo, Francisco Vas, Mireia Pintó, Itxaro Mentxaka, David Rubiera, Raquel Pierotti, David Menéndez, Ramata Koite                                                         | Albert Montserrat, Rosa Mateu, Joan Martín Royo, Marisa Martins, Mercè Obiol                                                |                                                                     | 16, 18, 19, 20, 21, 22, 24, 26 i 28 de febrer                                        |
| L'Enfant et les Sortilèges    | Maurice Ravel           | Antoni Ros-Marbà                          | Jorge Lavelli                 | Silvia Tro Santafé, Raquel Pierrotti, Ana Ibarra, Enric Serra, Olivier Grand, Ana Häsler, Milagros Poblador, Olatz Saitua, Marisol Montalvo, Francisco Vas, Gemma Coma-Alabert, Claudia Schneider, Marisa Martins | Mercè Obiol, Rosa Mateu, Anna Maria del Oste, Sandra Pastrana                                                               | Gran Teatre del Liceu / Teatro Real                                 | 16, 18, 19, 20, 21, 22, 24, 26 i 28 de febrer                                        |
| Macbeth                       | Giuseppe Verdi          | Bruno Campanella                          | Phyllida Lloyd                | Carlos Álvarez, Maria Guleghina, Marco Berti, Javier Palacios, Roberto Scandiuzzi, Begoña Alberdi, Stefan Kocan, Josep Ferrer, Francisco Santiago                                                                 | Joan Pons, Carolyn Sebron, Vicente Ombuena, Stefano Palatchi                                                                | Opéra National de Paris / Royal Opera House Covent Garden (Londres) | 18, 19, 21, 22, 24, 25, 27, 28 i 30 de març i 2 i 5 d'abril                          |
| Il mondo della luna           | Joseph Haydn            | Josep Caballé                             | Iago Pericot                  | Josep Ferrer | | Teatre Lliure                                                       |                                                                                      |
| Siegfried                     | Richard Wagner          | Bertrand de Billy                         | Harry Kupfer                  | John Treleaven, Graham Clark, Deborah Polaski, Falk Struckmann, Günter von Kannen, Eric Halfvarson, Andrea Bönig, Cristina Obregón                                                                                | Alan Woodrow, Kenneth Garrison, Jayne Casselman, Johannes von Duisburg, Rolf Haunstein, Peter Klaveness, Francisca Beaumont | Deutsche Staatsoper Berlin                                          | 16 i 26 de maig i 2, 4, 8, 10, 18, 26 i 30 de juny                                   |
| Götterdämmerung               | Richard Wagner          | Bertrand de Billy                         | Harry Kupfer                  | John Treleaven, Deborah Polaski, Günter von Kannen, Matti Salminen, Falk Struckmann, Elisabete Matos, Julia Juon, Catherine Keen, Cristina Obregón, María Rodríguez, Francisca Beaumont                           | Alan Woodrow, Jayne Casselman, Rolf Haunstein, Eric Halfvarson, Johannes von Duisburg, Heike Gierhardt                      | Deutsche Staatsoper Berlin                                          | 23 i 29 de maig i 6, 12, 14, 16 i 22 de juny                                         |
| Giulio Cesare                 | Georg Friedrich Händel  | Michael Hofstetter                        | Herbert Wernicke              | Daniela Barcellona, Elena de la Merced, Ewa Podles, Petia Petrova, Jordi Domènech, David Menéndez, Itxaro Mentxaka, Oliver Zwarg                                                                                  | Patricia Bardon, Lynne Dawson, Mercè Obiol, Mary Phillips, Brian Asawa, Àlex Sanmartí, Philip Cutlip                        | Gran Teatre del Liceu / Theater Basel                               | 18, 19, 21, 22, 24, 25 i 27 de juliol                                                |